# SN 2007nz
SN 2007nz – supernowa typu Ia-? odkryta 8 października 2007 roku w galaktyce A032511-0006. W momencie odkrycia miała maksymalną jasność 22,80m.